# كاريمون جاوة

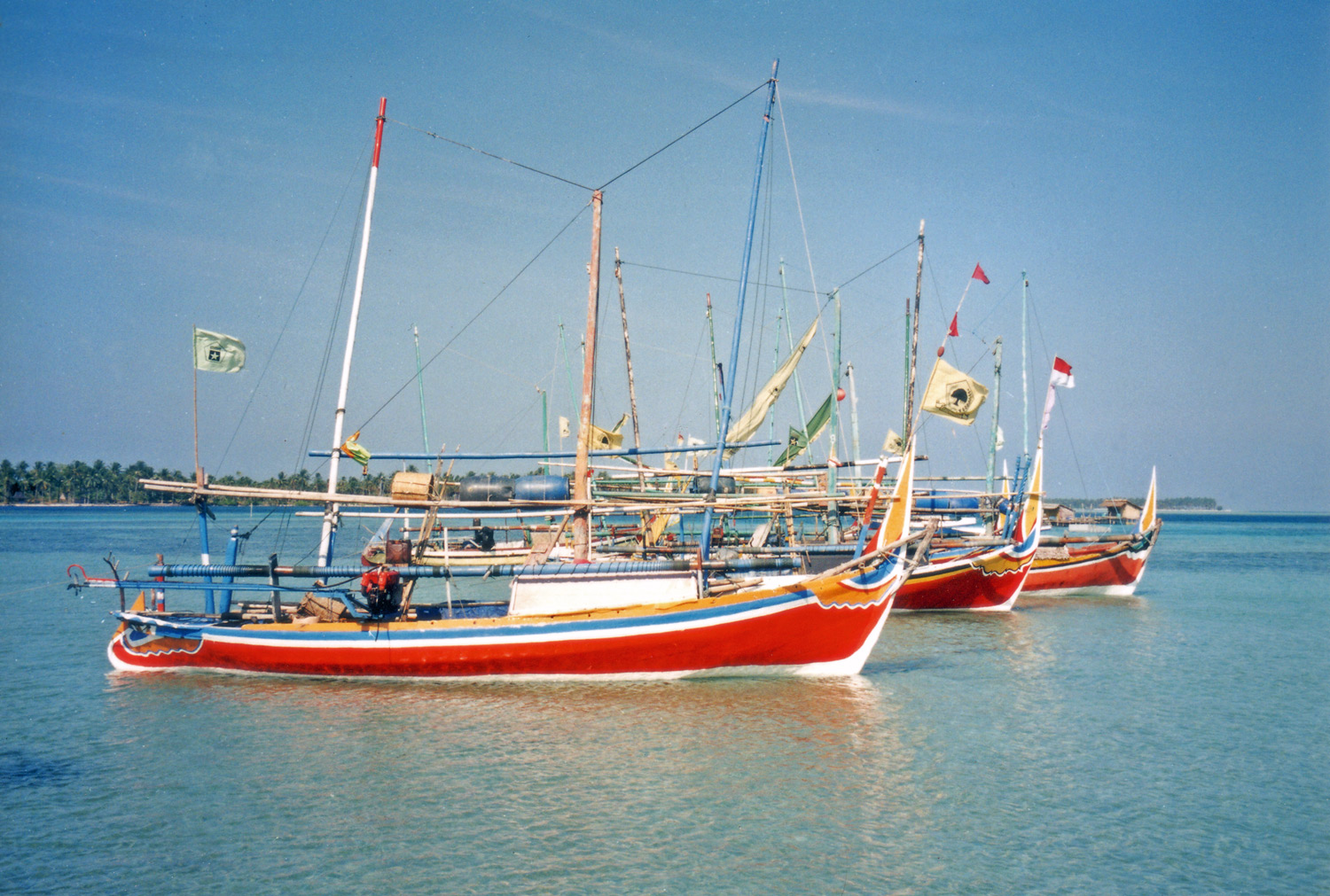
قارب لصيد السمك في المرفأ الرئيسي

جزر كاريمونجاوة هي أرخبيل مكون من 27 جزيرة في بحر جاوة في إندونيسيا، وتبعد بحدود 80 كيلومترا شمال غرب جيبارا.
اسم الجزر مأخوذ من اللغة الجاوية ويعني على مرمى حجر من جاوة.
المساحة الإجمالية للجزر تبلغ 78 كيلومترا. كاريمون وهي الجزيرة الرئيسية تبلغ مساحتها (2700 هكتاراً)، في حين أن ثاني أكبر جزيرة هي كيموجان وتبلغ مساحتها (1400 هكتاراً). تعداد سكان الجزر هو 6632 نسمة (حسب تعداد عام 1997) ويقطنون سبعة من الجزر.

## الجزر
1. جزيرة كاريمون، وهي أكبر الجزر
2. جزيرة كيموجان، جزيرة كبيرة أيضاً
3. جزيرة بارانغ، جزيرة كبيرة أيضاً

وتتبع هذه الجزر مقاطعة جاوة الوسطى
- جزيرة باويان، تقع شرق مجموعة الجزر السابقة، لكنها تتبع مقاطعة جاوة الشرقية.

## تاريخ الجزر
كانت الجزر قديما تستخدم كقاعدة للقرصنة، ولم تكن الجزر مأهولة حتى الاحتلال الإنكليزي للجزر الإندونيسية في القرن السابع عشر، حيث استخدمت الجزر كموقع لسجن المحكوم عليهم حتى تم التخلي عنها للهولنديين أثناء حرب جاوة (في الفترة ما بين 1825-1830).
وقد استخدمت الجزر لزراعة القطن، إضافة إلى استخراج الذهب.

## البيئة
تتأثر هذه الجزر برياح موسمية شمالية غربية تكون قادمة من الغرب والشمال الغربي وتيارات المحيط الشرقية. خلال هذه الرياح الموسمية، يبلغ متوسط سقوط الأمطار 40 ملم/يوم.
أما موسم الرياح الجنوبية الشرقية فهي رياح جافة قادمة من الشرق والجنوب الشرقي وتيارات بحرية تجلب المياه من بحر فلوريس. كميات المياه المتصاعدة خلال فترة هبوب الرياح الموسمية من الجنوب الشرقي من بحر فلوريس وبحر باندا توفر درجات حرارة متدنية لسطح البحر من تكون أقل من الرياح الموسمية الشمالية الشرقية.
المنحدرات الضحلة (5 درجات إلى 15 درجة) على جوانب الجزر في بحر جاوة (التي نادرا ما يبلغ عمقه 55 م) توفر بيئات نمو جيدة للشعاب المرجانية.
من الناحية الجغرافية، تتبع الجزر منطقة جزر سوندا، وتكون سطوح الجزر مكونة من طبقات من الكوارتز مغطاة بحمم بازلتية.

## كاريمون جاوة حالياً
في عام 2001، تم إعلان اثنان وعشرون جزيرة كمحمية وطنية بحرية (Karimunjawa National Park). إما الجزر الخمس المتبقية في المملوكة للقطاع الخاص أو هي تحت سيطرة القوات البحرية الاندونيسية.وتضم الجزر منطقة شعاب مرجانية واسعة النطاق. هناك عدد من مواقع الغوص والغطس ومنتجعات راقية. ويعتبر الصيد هو مصدر الدخل الرئيسي للاقتصاد المحلي، ثم قطاع الخدمات والتجارة.

## وصلات خارجية
- معلومات عن جزر كاريمون جاوة